# Kazajistán en los Juegos Paralímpicos de Pekín 2008
Kazajistán estuvo representado en los Juegos Paralímpicos de Pekín 2008 por tres deportistas, dos mujeres y un hombre. El equipo paralímpico kazajo no obtuvo ninguna medalla en estos Juegos.